# Хумке Хоргоша и околине
Насеље Хоргош на северу Војводине има највећи број до данас сачуваних хумки (кургана, тумула, телова) у Бачкој. Готово свака има свој локални назив и народ их је чувао и поштовао као део предела, традиционални оријентир за навигацију, споменик прошлости.

## Опис
Гео-морфолошка слика подручја је комплексна, са наносима песка (Хоргош се налази усред пешчаре) преко високих наслага леса, са постепеним нагибом ка Тиси и са великим удолинама алувијума Тисе. На североисточној страни самог насеља текла је пра-Тиса, чији је остатак и данас присутан у виду дубоке долине. Тај бивши меандар Тисе, Буџак, данас је унутар заштићеног подручја Камараш. У ствари, цело подручје данашњег насеља Хоргош је у историјско доба у виду острва било окружено водом – барама и форландом Тисе, која пре уређења њеног меандра у 19. веку није изгледала као данас. Тиса је јако меандрирала и периодично плавила цело подручје. Археолози потврђују да је такво окружење у стара времена било често бирано за место становања и као стратешки добар положај за градњу земљаних одбрамбених структура, палисада, и на крају хумки. Градња на овако повољна узвишења, по могућности са свих или бар са две-три стране окружена водом јасна је одлика одбрамбених система древних народа – у случају напада јачег непријатеља, повлачење и напуштање насеља водило би у воду. Неке од хумки су настале постепеним нагомилавањем структуре насеља (телови) док су друге дело људских руку (кургани).
|  |  |

Хумке су распршене на ширем простору у правцима Мартонош, Кањижа, Мали Песак, Мале Пијаце и Бачки Виногради, а један њихов део полукружно око бедема земљане утврде "Вашкапу". Карактеристично за овај крај је, да већи део хумки има свој локални народни назив, и већина старих становника познаје њихов положај, функционишу као својеврсни споменици-крајпуташи на основу који се некада народ оријентисао. Хумке су раздвајале административна подручја, обележавале атаре (пограничне хумке). Већина има на врху тригонометријски стуб који је користила војска у времену СФРЈ.

## Стање и перспективе
У односу на друге делове Војводине, нарушеност хумки у северном Потисју је мања. Њихове традиционално познате локације уцртане су и на локалним туристичким мапама. Према прелиминарним истраживањима овај крај има око 30 хумки, локације неких нису успешно идентификоване јер су у ранијем периоду однете, делимично или у целости је уништено 8 хумки. Ради се о занемареном, често оштећеном и делимично уништеном културно-историјском наслеђу, које би захтевало хитне интервенције као на општинском тако на државном нивоу – санирање, обележавање и очување преосталих хумки.
Табела приказује основне податке о хумкама које се могу идентификовати, без оних хумкама налик узвишења која су можда природна, али би потенцијално могле да буду и недокументоване хумке или узвишења типа тел. Подаци се односе на историјске хумке, значи све оне за које постоји податак, стари и нови. Листа није исцрпна.

## Листа најважнијих хумки у околини Хоргоша
| Име хумке                    | Најближе насеље или топоним           | Стање     | КОД    | Традиционални назив и белешке                                                                           |
| ---------------------------- | ------------------------------------- | --------- | ------ | --- |
| Жабина хумка                 | Селевењ, Мали Хоргош, Бачки Виногради | Лоше      | BAC473 | (мађ. Béka halom) близу атара који се зове Стара шума                                                             |
| Темпломдомб                  | Мали Хоргош                           | Добро     | BAC468 | (мађ. ), археолошко налазиште (црква из периода доласка мађара)                                         |
| Темпломпарт                  | Мали Хоргош                           | Добро     | BAC469 | (мађ. Templompart), обала бившег меандра која личи на тел                                                          |
| Хумка Кукора                 | Хоргош                                | Добро     | BAC490 | (мађ. Kukora halom) на висинској коти 91,3 m                                                                        |
| Хумка Хосухат                | Хоргош                                | Непознато | BAC489 | (мађ. Hosszúhát), тел, на хоргошком сточном пашњаку, висинска кота 91,3 m                                        |
| Хумка Буџак                  | Хоргош                                | Добро     | BAC434 | (мађ. )                                                                                                 |
| Хумка Камараш                | Хоргош                                | Добро     | BAC431 | (мађ. ), археолошко налазиште (авари)                                                                   |
| Кетрец хумка                 | Бачки Виногради, Мале Пијаце          | Непознато | BAC486 | (мађ. Ketrec halom), удаљена 3 km од Бачких Винограда и око 5 km од Малих Пијаца, а од Хоргоша око 7 km југозападно |
| Маринка хумка                | Хоргош                                | Уништена  | BAC462 | (мађ. Marinka halom), кота 96 m, чини се да је уништена током градње аутопута Нови Сад–Сегедин                       |
| Сич хумка                    | Хоргош                                | Лоше      | BAC466 | (мађ. Szűcs halom), узвишење јужно од Хоргоша усред њива, висинска кота 86,8 m                                     |
| Кин хумка                    | Хоргош                                | Непознато | BAC461 | (мађ. ), висинска кота 94 m                                                                             |
| Хумка Јато                   | Хоргош                                | Непознато | BAC    | (мађ. ), висинска кота 88 m                                                                             |
| Велика хумка Хоргош (Берчек) | Хоргош (Мала Ђала)                    | Добро     | BAC493 | (мађ. ), висинска кота 92 m                                                                             |
| Керестеш хумка               | Мартонош                              | Добро     | BAC457 | (мађ. Körösztös halom, Ordító halom, Gulyás halom), стара хумка, за коју неки сматрају да је погранична (средњовековна), висинска кота 87 (89) m   |
| Козји брег                   | Бачки Виногради                       | Уништена  | BAC487 | (мађ. ), хумка се не може више лоцирати, њен материјал у послератном периоду разнели мештани            |
| Равна хумка (Широки брег)    | Хоргош                                | Уништена  | BAC460 | (мађ. ), хумка на висинској коти 95 m                                                                   |
| Хумка Фехер                  | Хоргош                                | Лоше      | BAC413 | (мађ. Fehér halom), на старом путу за Ором                                                                         |
| Хумка Шаш                    | Хоргош                                | Уништена  | BAC460 | (мађ. ), хумка која је стајала на висинској коти 95 m, али ју је власник парцеле неовлашћено однео      |
| Земљано утврђење "Вашкапу"   | Хоргош                                | Лоше      | BAC459 | (мађ. ), археолошко налазиште (хуни, авари)                                                             |

## Галерија
| - Одељак туристичке мапе Хоргоша са хумкама - У непосредној близини налази се археолошко налазиште, Аварско гробље - Жабина хумка, на Селевењској пустари, у близини резервата - Поглед са Камараш хумке на некадашњи меандар Тисе (мештани зову "Острво") - Одељак мапе 2. војног премера Монархије (око 1860), види се да је подручје око Хоргоша окружено водом - Положај хумки хоргоша у Потисју |

## Извори и белешке
1. ↑  Станко Трифуновић (1996): Словени живе у Панонији још од античког доба, Предавање у оквиру теме "Словенски предак", Бачка Топола [Пројекат Растко]
2. ↑  Станко Трифуновић (2003): Археолошка ископавања налазишта “стуб 76” код Хоргоша, Археолошки преглед Српског археолошког друштва бр. 1, п. 43
3. ↑  Ђорђе Јанковић (1997): Словенске особине насеља позноримског доба на југоистоку Паноније [Пројекат растко]
4. ↑  Мапа војних премеравања Аустријског царства, 1763-1887 (Military Mapping Survey of Austria-Hungary)